# Serie A (Italia) 1976-77
La Serie A 1976–77 fue la 75.ª edición del campeonato de fútbol de más alto nivel en Italia y la 45.ª bajo el formato de grupo único. Juventus F.C. ganó su 17° scudetto.

## Equipos participantes
| Equipo         | Ciudad    | Estadio                      |
| -------------- | --------- | ---------------------------- |
| Bologna        | Bolonia   | Comunale de Bolonia          |
| Catanzaro      | Catanzaro | Comunale de Catanzaro        |
| Cesena         | Cesena    | La Fiorita                   |
| Fiorentina     | Florencia | Comunale de Florencia        |
| Foggia         | Foggia    | Pino Zaccheria               |
| Genoa          | Génova    | Luigi Ferraris               |
| Internazionale | Milán     | San Siro                     |
| Juventus       | Turín     | Comunale de Turín            |
| Lazio          | Roma      | Olímpico de Roma             |
| Milan          | Milán     | San Siro                     |
| Napoli         | Nápoles   | San Paolo                    |
| Perugia        | Perugia   | Comunale de Pian di Massiano |
| Roma           | Roma      | Olímpico de Roma             |
| Sampdoria      | Génova    | Luigi Ferraris               |
| Torino         | Turín     | Comunale de Turín            |
| Verona         | Verona    | Marcantonio Bentegodi        |

## Clasificación
| Pos. | Equipo         | Pts. | PJ | G  | E  | P  | GF | GC | Dif. | Clasificación                                |
| ---- | -------------- | ---- | -- | -- | -- | -- | -- | -- | ---- | -------------------------------------------- |
| 1    | Juventus (C)   | 51   | 30 | 23 | 5  | 2  | 50 | 20 | +30  | Clasificado a la Copa de Campeones de Europa |
| 2    | Torino         | 50   | 30 | 21 | 8  | 1  | 51 | 14 | +37  | Clasificado a la Copa de la UEFA             |
| 3    | Fiorentina     | 35   | 30 | 12 | 11 | 7  | 38 | 31 | +7   | Clasificado a la Copa de la UEFA             |
| 4    | Internazionale | 33   | 30 | 10 | 13 | 7  | 34 | 27 | +7   | Clasificado a la Copa de la UEFA             |
| 5    | Lazio          | 31   | 30 | 10 | 11 | 9  | 34 | 28 | +6   | Clasificado a la Copa de la UEFA             |
| 6    | Perugia        | 29   | 30 | 9  | 11 | 10 | 32 | 28 | +4   |                                              |
| 7    | Napoli         | 28   | 30 | 9  | 11 | 10 | 37 | 38 | −1   |                                              |
| 8    | Roma           | 28   | 30 | 9  | 10 | 11 | 27 | 33 | −6   |                                              |
| 9    | Verona         | 28   | 30 | 7  | 14 | 9  | 26 | 32 | −6   |                                              |
| 10   | Milan          | 27   | 30 | 5  | 17 | 8  | 30 | 33 | −3   | Clasificado a la Recopa de Europa            |
| 11   | Genoa          | 27   | 30 | 8  | 11 | 11 | 40 | 45 | −5   |                                              |
| 12   | Bologna        | 27   | 30 | 8  | 11 | 11 | 24 | 31 | −7   |                                              |
| 13   | Foggia         | 26   | 30 | 10 | 6  | 14 | 33 | 39 | −6   |                                              |
| 14   | Sampdoria (D)  | 24   | 30 | 6  | 12 | 12 | 28 | 42 | −14  | Descenso a Serie B                           |
| 15   | Catanzaro (D)  | 21   | 30 | 7  | 7  | 16 | 26 | 43 | −17  | Descenso a Serie B                           |
| 16   | Cesena (D)     | 14   | 30 | 3  | 8  | 19 | 22 | 48 | −26  | Descenso a Serie B                           |

 Fuente: BDFutbol
Notas:
1. ↑  El Napoli fue sancionado con un punto menos debido a que el club infringió en varias ocasiones el límite de público permitido en el estadio de San Paolo.

|            |
| Campeón    |
| Juventus   |
| 17º título |

## Resultados
| Local \ Visitante | BOL | CAT | CES | FIO | FOG | GEN | INT | JUV | LAZ | MIL | NAP | PER | ROM | SAM | TOR | VER |
| ----------------- | --- | --- | --- | --- | --- | --- | --- | --- | --- | --- | --- | --- | --- | --- | --- | --- |
| Bologna           | —   | 0–0 | 0–0 | 2–0 | 0–0 | 0–0 | 1–5 | 0–1 | 1–0 | 2–2 | 0–1 | 1–0 | 2–0 | 4–1 | 0–3 | 0–0 |
| Catanzaro         | 1–2 | —   | 4–2 | 0–1 | 3–1 | 2–1 | 1–3 | 0–2 | 1–2 | 1–0 | 0–0 | 1–1 | 1–1 | 1–0 | 0–4 | 2–1 |
| Cesena            | 0–0 | 1–0 | —   | 1–2 | 2–3 | 1–1 | 0–0 | 0–1 | 0–0 | 0–2 | 0–2 | 0–3 | 4–0 | 1–1 | 0–3 | 0–1 |
| Fiorentina        | 3–0 | 1–1 | 2–1 | —   | 4–1 | 1–2 | 3–0 | 1–3 | 0–1 | 1–1 | 2–1 | 1–0 | 1–1 | 1–1 | 0–1 | 2–1 |
| Foggia            | 1–0 | 1–0 | 0–2 | 2–3 | —   | 2–3 | 0–0 | 0–1 | 1–0 | 2–1 | 2–2 | 2–1 | 1–0 | 2–0 | 0–1 | 4–1 |
| Genoa             | 0–2 | 2–0 | 4–1 | 1–1 | 1–2 | —   | 2–2 | 2–2 | 3–1 | 1–0 | 2–3 | 0–0 | 2–2 | 1–1 | 1–1 | 1–0 |
| Internazionale    | 0–0 | 2–1 | 1–1 | 1–1 | 1–1 | 1–0 | —   | 0–2 | 1–1 | 0–0 | 3–2 | 1–1 | 3–0 | 0–0 | 0–1 | 0–0 |
| Juventus          | 2–1 | 3–0 | 3–2 | 0–0 | 1–0 | 1–0 | 2–0 | —   | 2–0 | 2–1 | 2–1 | 1–0 | 1–0 | 3–0 | 0–2 | 2–1 |
| Lazio             | 3–0 | 0–1 | 3–0 | 4–1 | 0–0 | 4–1 | 2–1 | 2–3 | —   | 1–2 | 0–0 | 1–0 | 1–0 | 1–0 | 0–0 | 1–1 |
| Milan             | 1–1 | 3–2 | 0–0 | 0–0 | 0–0 | 2–2 | 1–1 | 2–3 | 2–2 | —   | 1–1 | 2–1 | 1–1 | 3–0 | 0–0 | 0–0 |
| Napoli            | 1–2 | 1–0 | 3–1 | 0–2 | 3–2 | 1–1 | 0–3 | 0–2 | 1–1 | 3–1 | —   | 1–1 | 1–0 | 1–1 | 0–0 | 3–0 |
| Perugia           | 1–0 | 1–1 | 1–0 | 0–0 | 1–0 | 2–1 | 0–1 | 1–1 | 2–0 | 3–1 | 4–2 | —   | 3–0 | 0–0 | 1–1 | 1–1 |
| Roma              | 1–0 | 1–0 | 2–0 | 0–0 | 3–1 | 1–0 | 2–3 | 3–1 | 1–0 | 1–1 | 0–0 | 2–2 | —   | 3–0 | 1–0 | 0–0 |
| Sampdoria         | 0–0 | 3–1 | 2–1 | 2–2 | 2–1 | 1–2 | 0–1 | 0–2 | 0–0 | 0–0 | 2–2 | 2–0 | 1–0 | —   | 2–3 | 3–1 |
| Torino            | 1–0 | 3–1 | 2–0 | 2–0 | 1–0 | 5–1 | 1–0 | 1–1 | 3–3 | 2–0 | 2–1 | 2–1 | 2–0 | 3–1 | —   | 1–0 |
| Verona            | 3–3 | 0–0 | 2–1 | 1–2 | 2–1 | 3–2 | 1–0 | 0–0 | 0–0 | 0–0 | 1–0 | 2–0 | 1–1 | 2–2 | 0–0 | —   |